# Rhaphium albibarbum
Rhaphium albibarbum är en tvåvingeart som först beskrevs av Van Duzee 1924.  Rhaphium albibarbum ingår i släktet Rhaphium och familjen styltflugor.
Artens utbredningsområde är Alaska. Inga underarter finns listade i Catalogue of Life.